# 約翰·海斯
約翰·海斯（John Hayes，1958年6月23日—）是一位英格蘭政治人物，他的黨籍是保守黨。自1997年開始，他擔任南霍蘭和迪平斯選區選出的英國下議院議員。他出生在一個工人階級家庭，畢業於諾丁漢大學。
2010年時任商务创新和技能部的副大臣，的负责继续教育事務。